# Versorgungszentrum Mexiko-Stadt
Die Central de Abasto de la Ciudad de México (CEDA) (Versorgungszentrum Mexiko-Stadt) im Stadtteil Iztapalapa von Mexiko-Stadt, ist der wichtigste  Groß- und Einzelhandes-Markt in der Zona Metropolitana del Valle de México, spezialisiert auf Lebensmittel, Nahrung, Obst, Gemüse, Blumen, Geflügel, Fleisch, Fisch und Meeresfrüchte. Was den Umsatz betrifft, gilt sie nach der Mexikanischen Wertpapierbörse (BMV) als das zweitgrößte Handelszentrum Mexikos, nach seiner Größe als das größte Lateinamerikas, sogar der gesamten Welt.

## Geschichte
Seit dem 16. Jahrhundert ist Mexiko-Stadt das Haupthandelszentrum Zentralmexikos, wobei sich dieser Handel auf öffentliche Plätze konzentriert, die allgemein als Märkte bezeichnet werden und die über das gesamte Gebiet verteilt und von unterschiedlicher Bedeutung sind. In Mexiko-Stadt konzentrierte sich dieser Handel zunächst auf den Hauptplatz von Mexiko-Tlatelolco, der nach der Eroberung Mexikos in die mexikanische Regierung eingegliedert wurde und ein Ort der Bewunderung für die spanischen Eroberer in Neuspanien wurde. Die Großhandelstätigkeit war den Mitgliedern des Consulado de Comerciantes de México vorbehalten, die zunächst vom Mercado del Parián de México und später vom Mercado de la Plaza del Volador aus den Handel des Vizekönigreichs kontrollierten. Im 19. Jahrhundert, mit der Unabhängigkeit Mexikos, verlor das Konsulat diese Kontrolle aufgrund der neuen Gesetze der mexikanischen Republik, sodass der Mercado del Volador vom Handelsboom, der sich im gesamten Osten von Mexiko-Stadt ausbreitete, überholt wurde. In der Gegend, die heute als La Merced bekannt ist, wurden zahlreiche Geschäftslokale eröffnet, in denen sowohl Groß- als auch Einzelhandelsgeschäfte abgewickelt wurden. Im Zuge dieser Entwicklung spezialisierten sich mehrere Straßen auf den Verkauf von Waren, was sich auf die sozialen Gepflogenheiten der Bewohner der Viertel auswirkte, die begannen, informelle Bruderschaften oder Händlerbruderschaften zu bilden, um den Markt zu kontrollieren.
Dies hat dazu geführt, dass man spezialisierte Viertel finden kann. So begann etwa der Großhandel mit Fisch und Meeresfrüchten (zunächst aus dem Texcoco-See selbst) in der heutigen Straße La Viga, später kam der Handel mit Blumen, Obst, Gemüse und  Früchten hinzu, die die Stadt versorgten und die, aus Xochimilco oder Cuernavaca kommend, von den Trajineras (Booten) transportiert wurden, die den Canal de la Viga entlang fuhren. So wurde der Osten der Stadt zum Handelszentrum der Stadt und des größten Teils des mexikanischen Handels, was großen wirtschaftlichen Wohlstand und Einwanderer anzog, die sich nicht immer in die legalen Märkte einfügen und das Gebiet auch zu einer Quelle von Problemen wie Prostitution, Drogenhandel, Glücksspiel, Überfällen, Diebstahl und Gewalt im Allgemeinen machen.

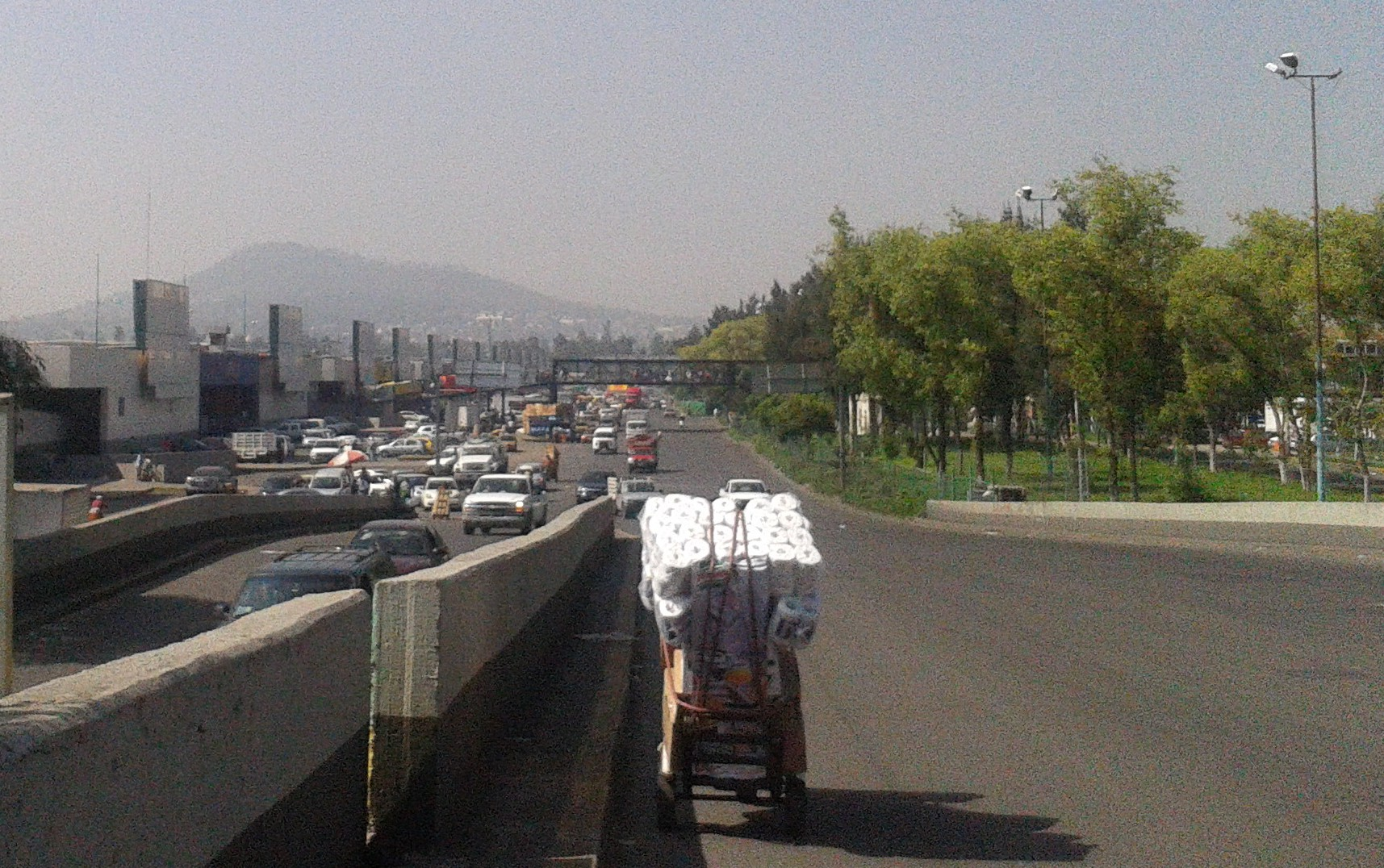
Blick auf den westlichen Außenbereich des Obst- und Gemüsemarktes; im Hintergrund ist der Cerro de la Estrella zu sehen.

Aus diesem Grund wurde 1923 im abgerissenen Teil des Klosters La Merced das erste Handelszentrum der Gegend eingerichtet, um die in den Straßen verstreuten Händler anzusiedeln, aber es wurden keine großen Fortschritte erzielt. Am 23. September 1957 wurde der neue Mercado Central de la Merced mit zwei Lagerhallen auf einer Fläche von 88.000 Quadratmetern und einem Kostenaufwand von 75 Millionen Pesos eingeweiht, um den über das gesamte Gebiet verstreuten Großhandel an einem einzigen Ort zu konzentrieren. Dieser moderne Markt erfüllte seinen Zweck außerordentlich gut, aber das Wachstum von Mexiko-Stadt in der zweiten Hälfte des 20. Jahrhunderts überholte ihn schließlich, da der Handel nicht mehr nur Mexiko-Stadt, sondern auch viele Städte im Becken von Mexiko umfasste. So wurde der Mercado de la Merced zu einem Handelszentrum für den Groß- und Einzelhandel im Allgemeinen, und der Großhandel kehrte an seine früheren Standorte in der Gegend zurück. Mit dem  Transport von Waren und Personen nahm auch der Fuhrparks erheblich zu.
Aus diesem Grund wurde während der ersten Hälfte der Amtszeit des Bundesdistrikts unter dem Regenten Carlos Hank González ein Plan zur städtischen Neuordnung erstellt, in dem die Dienstleistungen zentralisiert und neue Straßen für eine bessere Mobilität in der Stadt geschaffen wurden. Es wurden unter anderem der Busbahnhof und die Ejes Viales geschaffen, aber auch ein Verteilungszentrum für den Großhandel mit Blick auf den Einzelhandel, mit dem Ziel, eine strukturelle und städtische Ordnung im historischen Zentrum von Mexiko-Stadt zu schaffen.
Dieses Projekt wurde unter der Prämisse durchgeführt, dass es sich in einem Vorort der Stadt befinden würde, der durch mehrere Straßenachsen verbunden ist, was den Transportfahrzeugen die erforderliche Mobilität ermöglichen würde. Das von dem Architekten Abraham Zabludovsky entworfene und in der Zone Chinampera von Iztapalapa errichtete Projekt basiert auf einem deformierten sechseckigen Polygon, dessen Hauptachse 2250 Meter lang ist und an dessen Enden sich Ein- und Ausgänge befinden; es sollte alle Großhandelsgeschäfte der Stadt aufnehmen und daher eine Vielzahl von Dienstleistungen wie klimatisierte Lagerhallen, Polizei, Banken usw. umfassen. Die Arbeiten begannen im März 1981 und wurden am 24. November 1982 von Präsident José López Portillo eingeweiht.

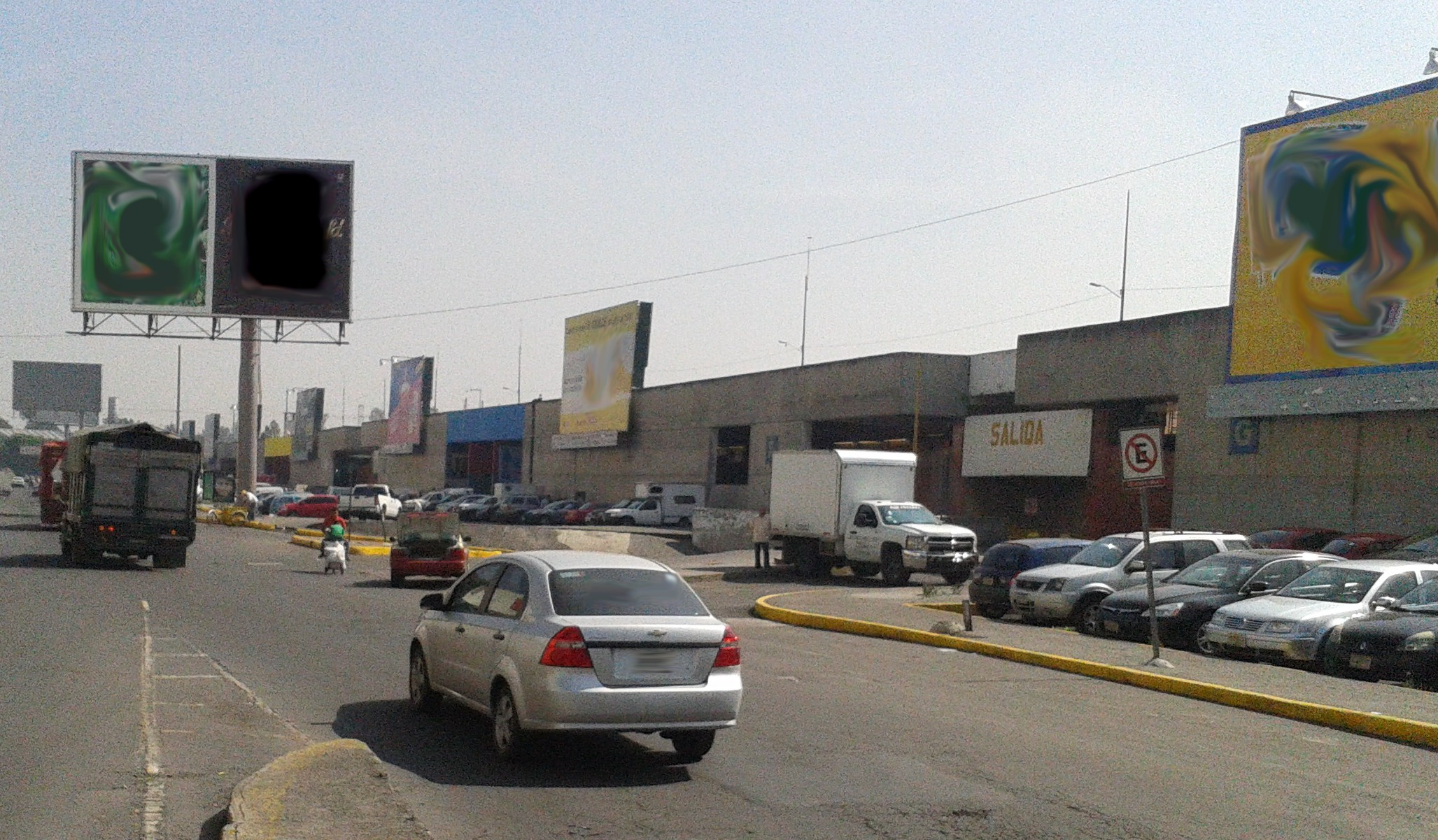
Blick auf die westliche Außenseite des Lebensmittelmarktes.

In den 1980er Jahren wurden die CEDA nur langsam belegt, sodass die Händler bei der Verlagerung ihrer Aktivitäten in dieses Handelszentrum unterstützt werden mussten. Bis Mitte der 1990er Jahre gelang es, die Lebensmittel- und Gemüsebereiche mit Händlern zu füllen, und erst zu Beginn des 21. Jahrhunderts begann die Verlagerung der Aktivitäten in den Bereichen Geflügel, Fleisch, Fisch und Meeresfrüchte in die CEDA, ein Prozess, der noch nicht abgeschlossen ist.

## Merkmale

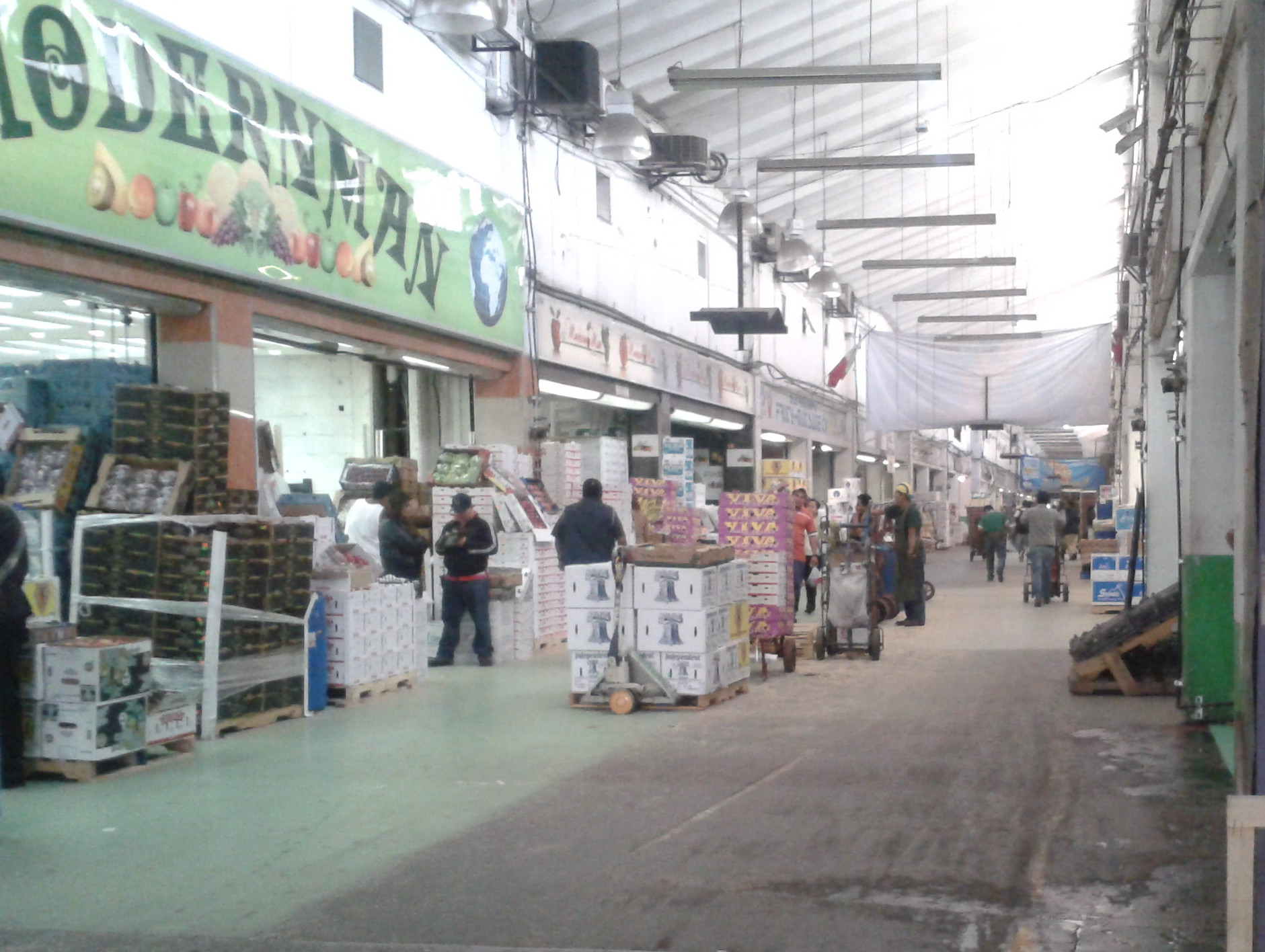
Blick auf den K-L-Gang im Obst- und Gemüsebereich.

Die CEDA erstreckt sich über eine Gesamtfläche von 327 Hektar, mit einem Volumen von 30.000 Tonnen an Lebensmitteln und Grundprodukten und einer Lagerkapazität von 122.000 Tonnen, die täglich von 52.000 Fahrzeugen aller Tonnagen transportiert werden. Der tägliche Zustrom von Besuchern wird auf 300.000 pro Tag geschätzt, die von etwa 70.000 Beschäftigten in verschiedenen Bereichen bedient werden.
Es folgen der Großmarkt Rungis bei Paris, mit 232 Hektar und der Mercamadrid bei Madrid mit 176 Hektar.

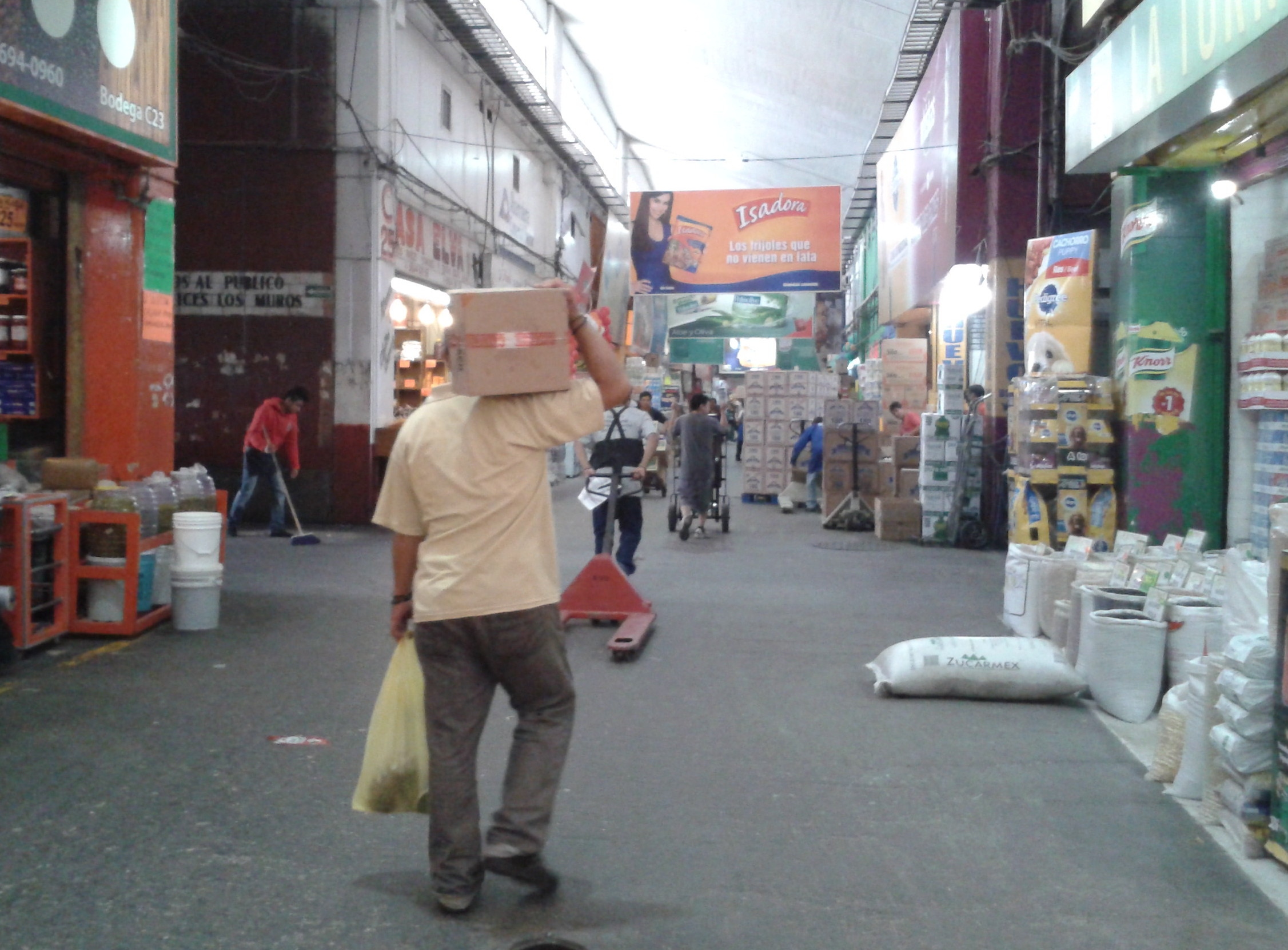
Ansicht des Gangs C-D des Lebensmittelbereichs. Der als Abfalldeponie bekannte Korridor ist ebenfalls zu sehen.

Ein Hilfsbereich ist der Übernachtungsbereich, der auf einer Fläche von 5,1 Hektar das Abstellen von 424 Ladeeinheiten mit bis zu 30 Tonnen ermöglicht und verschiedene Dienstleistungen für Lkw-Fahrer bietet; das Kühl- oder klimatisierte Lager ermöglicht die Lagerung von zweitausend Tonnen verschiedener Produkte; die Abfallumschlaganlage mit einer Kapazität von zweitausend Tonnen pro Tag; im Lagerbereich gibt es auch 3224 Parkplätze für Autos, die auf den Dächern der Lagerhallen angeordnet sind.

## Wirtschaft
Als Markt ist er nach der mexikanischen Wertpapierbörse (BMV) das zweitgrößte Handelszentrum des Landes. Etwa 30 Prozent des nationalen Obst- und Gemüseabsatzes werden dort gehandelt, mit einem geschätzten Jahresumsatz von mehr als 8 bis 9 Milliarden US-Dollar.